# Hürtgenwald (Forst)

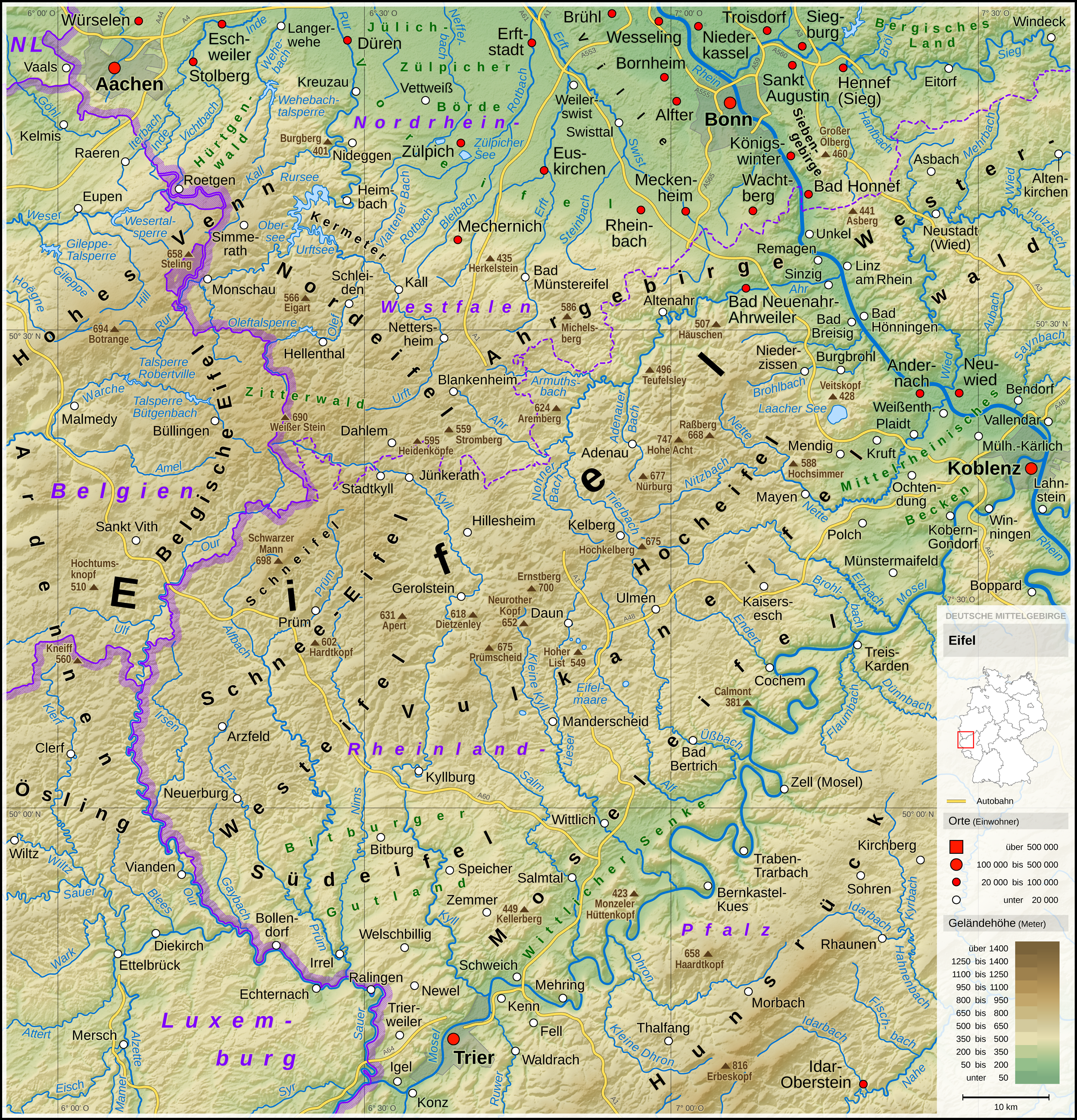
Eifel, u. a. mit Hürtgenwald (oben links nahe deutsch-belgischer Grenze)

Der Hürtgenwald ist ein etwa 20 km langer, überwiegend bewaldeter und bis 586,37 m ü. NHN hoher Höhenzug 15 km südöstlich von Aachen in der Städteregion Aachen und im Kreis Düren in Nordrhein-Westfalen (Deutschland).

## Geographische Lage

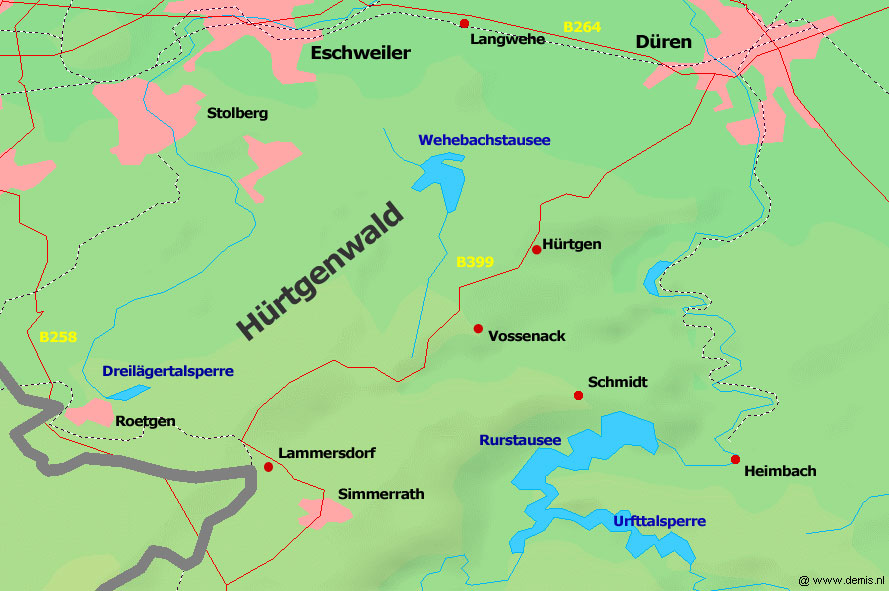
Der Hürtgenwald und umliegende Ortschaften

Der Hürtgenwald liegt geografisch in Norden der Rureifel, östlich des Hohen Venns. Er ist Teil des Naturparks Nordeifel, dem Nordteil des grenzüberschreitenden deutsch-belgischen Naturparks Hohes Venn-Eifel. Er befindet sich im Viereck der Ortschaften Eschweiler im Norden, Düren im Nordosten, Simmerath im Süden und Roetgen im Südwesten. Die Gemeinde Hürtgenwald liegt – unter anderem mit dem Ortsteil Hürtgen – östlich seines Hauptkamms.
Der Hürtgenwald steigt nach Südwesten an, wo er rund 640 m südsüdwestlich von Langschoß (583,1 m) auf einer namenlosen Kuppe (⊙) direkt neben einem im Wald stehenden Wasserbehälter mit 586,37 m seine höchste Stelle erreicht; somit erhebt sich der Höhenzug etwa 400 m über sein Vorland. An dem oben erwähnten Wasserbehälter ist auf topographischen Karten die Höhenangabe 587,34 m verzeichnet, die möglicherweise nicht für die höchste Stelle des Hürtgenwaldes, sondern für jene des Behälters steht. Die am Behälter vorbeiführende Bundesstraße 399 erreicht in der Nähe des Behälters ihren Scheitelpunkt bei 585,2 m Höhe. Die höchste Erhebung in seinem Nordteil ist der 371,1 m hohe Katzenknipp.
Der oberirdische Abfluss aus dem Hürtgenwald erfolgt überwiegend in Richtung Norden über den durch die nordöstliche Wehebachtalsperre aufgestauten Wehebach, der bei Lamersdorf in die Inde mündet. Auch der in seinem Südwestteil durch die Dreilägerbachtalsperre fließende Dreilägerbach fließt  über den Vichtbach in die Inde. Der Wald liegt damit im Einzugsgebiet der Maas.

## Klima
Der Hürtgenwald erhält hohe Niederschlagsmengen von den aus westlichen Richtungen herandrängenden atlantischen Tiefausläufern. Die mittleren Jahresniederschläge betragen zwischen 800 mm im Nordosten und 1.000 mm im höher gelegenen Südwesten.

## Geologie
Der oberflächennahe geologische Untergrund des Hürtgenwalds besteht überwiegend aus devonischen Sandsteinen, Tonsteinen und Grauwacke sowie aus Schiefern karbonischen Alters.

## Geschichte

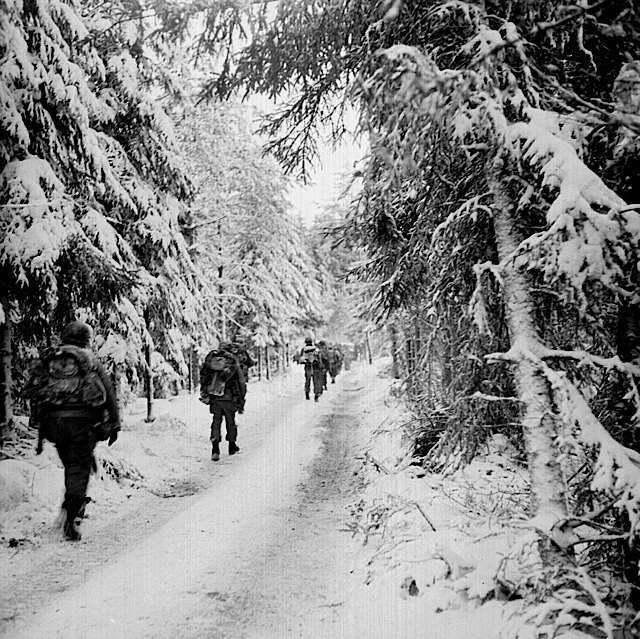
US-Soldaten der Einheit 517th PRCT

Der Hürtgenwald war Bestandteil der Verteidigungslinie des Westwalls. Bekannt wurde er daher während des Zweiten Weltkrieges durch die Schlacht im Hürtgenwald im November 1944, die bis Februar 1945 dauerte. Diese forderte auf beiden Seiten Tausende Todesopfer. Zur Erinnerung an die verheerenden Schlachten findet jedes Jahr seit 1983 am zweiten Samstag im Oktober der Hürtgenwaldmarsch statt, der von Reservisten der Bundeswehr organisiert wird und an dem oft auch viele Zivilisten teilnehmen.

## Vegetation

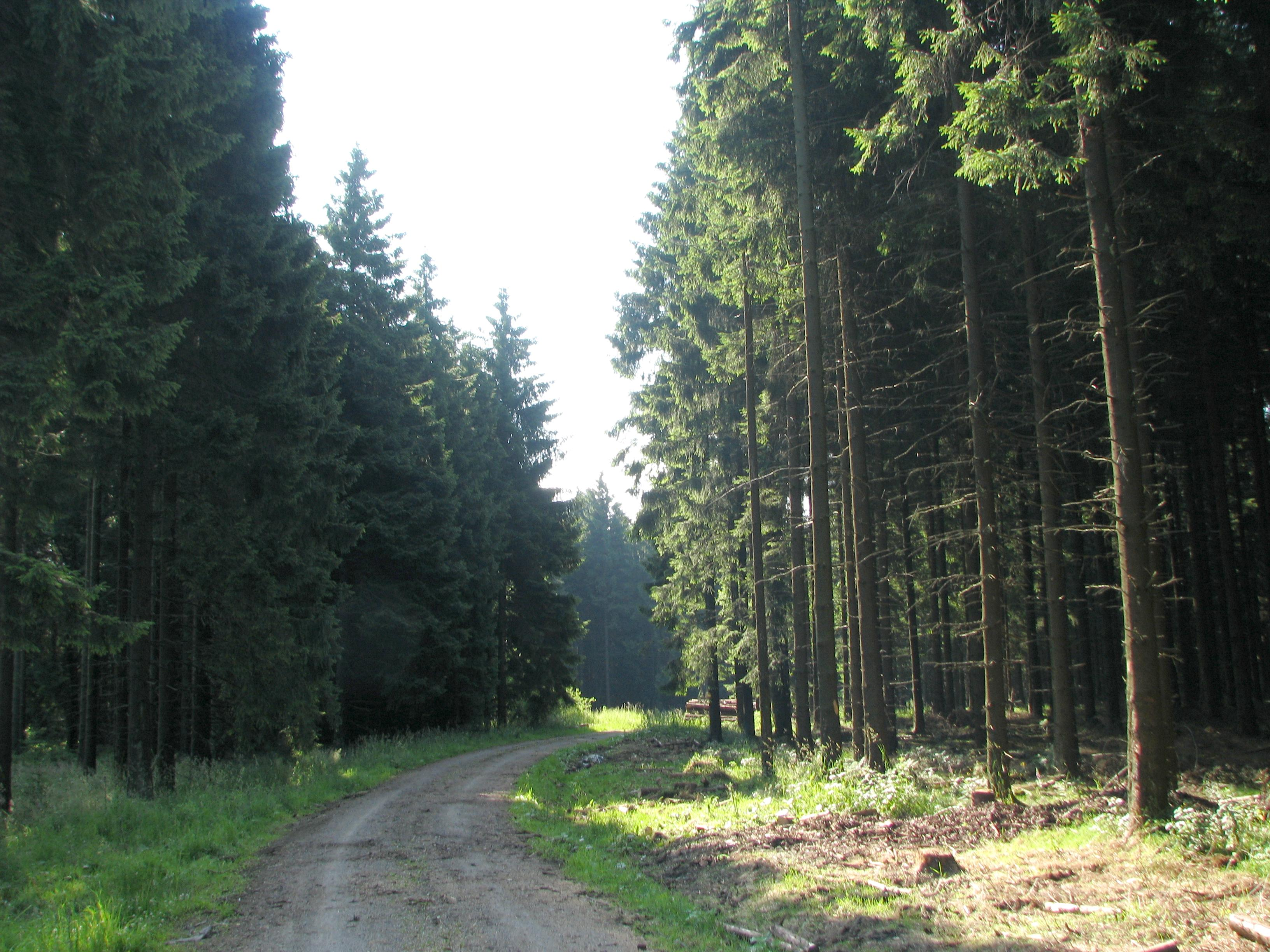
Hürtgenwald: typisches Waldbild

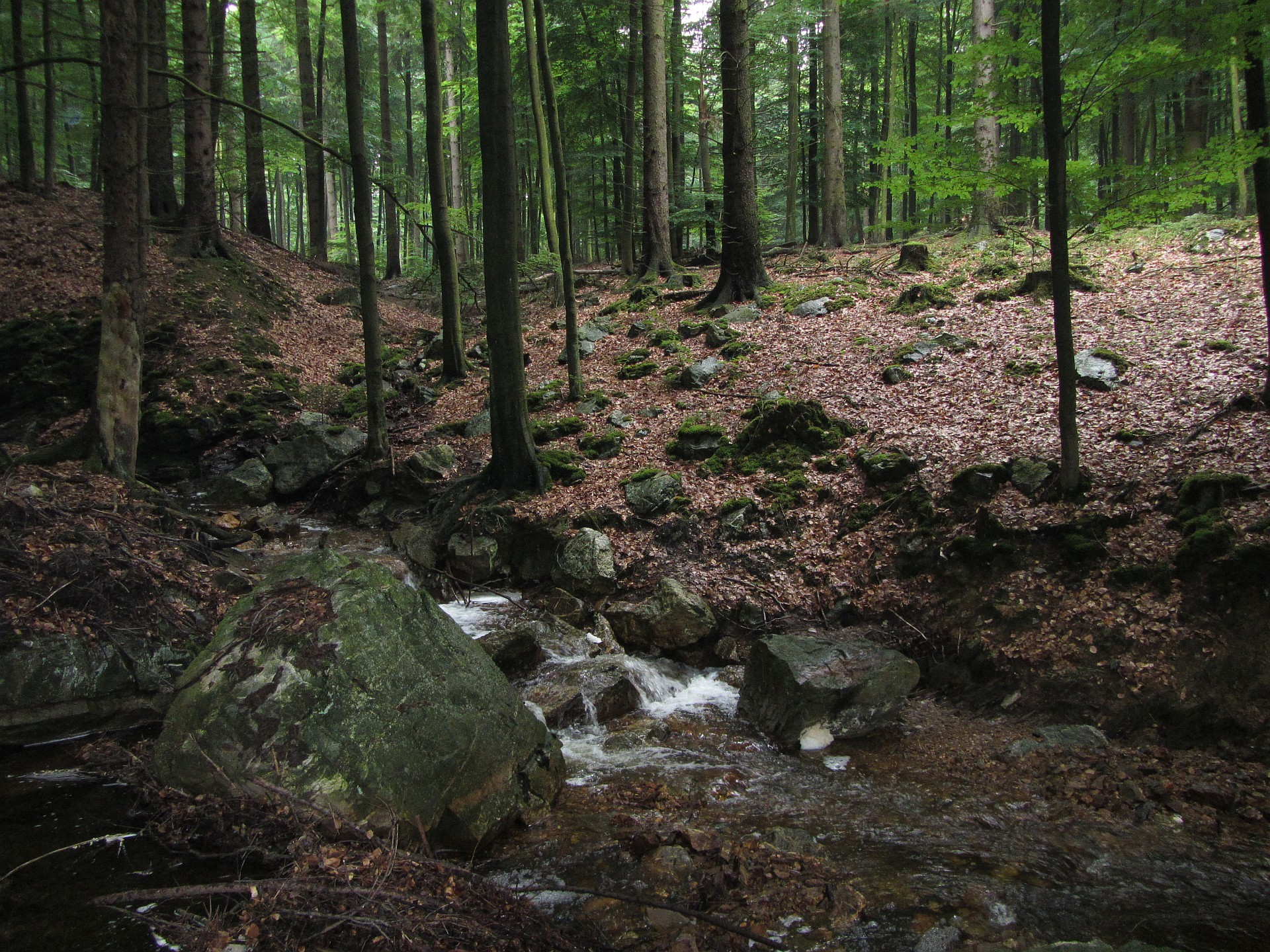
Bachläufe im Hürtgenwald

Der Höhenzug des Hürtgenwalds ist überwiegend bewaldet. Hauptbaumart ist die Fichte, die dort von Natur aus jedoch nicht vorkommt. Aufgrund der umfangreichen Waldzerstörung durch die Kampfhandlungen im Zweiten Weltkrieg, aber auch wegen großflächiger Reparationshiebe wurden ab den 1960er Jahren große Flächen aufgeforstet. Der größte Teil der Waldungen im Hürtgenwald ist daher nicht älter als 50 Jahre. Für die Aufforstungen stand zunächst nur die schnellwüchsige Fichte zur Verfügung. Mit dem Schwenk der Forstpolitik in Nordrhein-Westfalen hin zu naturnaher Waldbewirtschaftung wurde ab den 1990er Jahren vor allem mit Laubholz und speziell mit Rotbuche wiederaufgeforstet. Rotbuchenwälder stellen auf nahezu allen Standorten des Hürtgenwalds die potentielle natürliche Vegetation. Die Rotbuche findet unter den gegebenen hohen Niederschlägen optimale Wuchsbedingungen. Die Wuchskraft zeigt sich beispielsweise darin, dass sie im Offenland für die Heckenpflanzungen herangezogen und mehrmals zurückgeschnitten werden kann, ohne dabei einzugehen. Im Offenland und in den Dörfern am Rand des Hürtgenwalds prägen zahlreiche alte und hoch aufgewachsene Rotbuchen das Landschaftsbild. Die kühleres Klima vertragende Rotbuche hat hier die wärmeliebende Sommerlinde verdrängt, die in niederen Lagen das Dorfbild prägt.

## Wirtschaftliche Nutzung

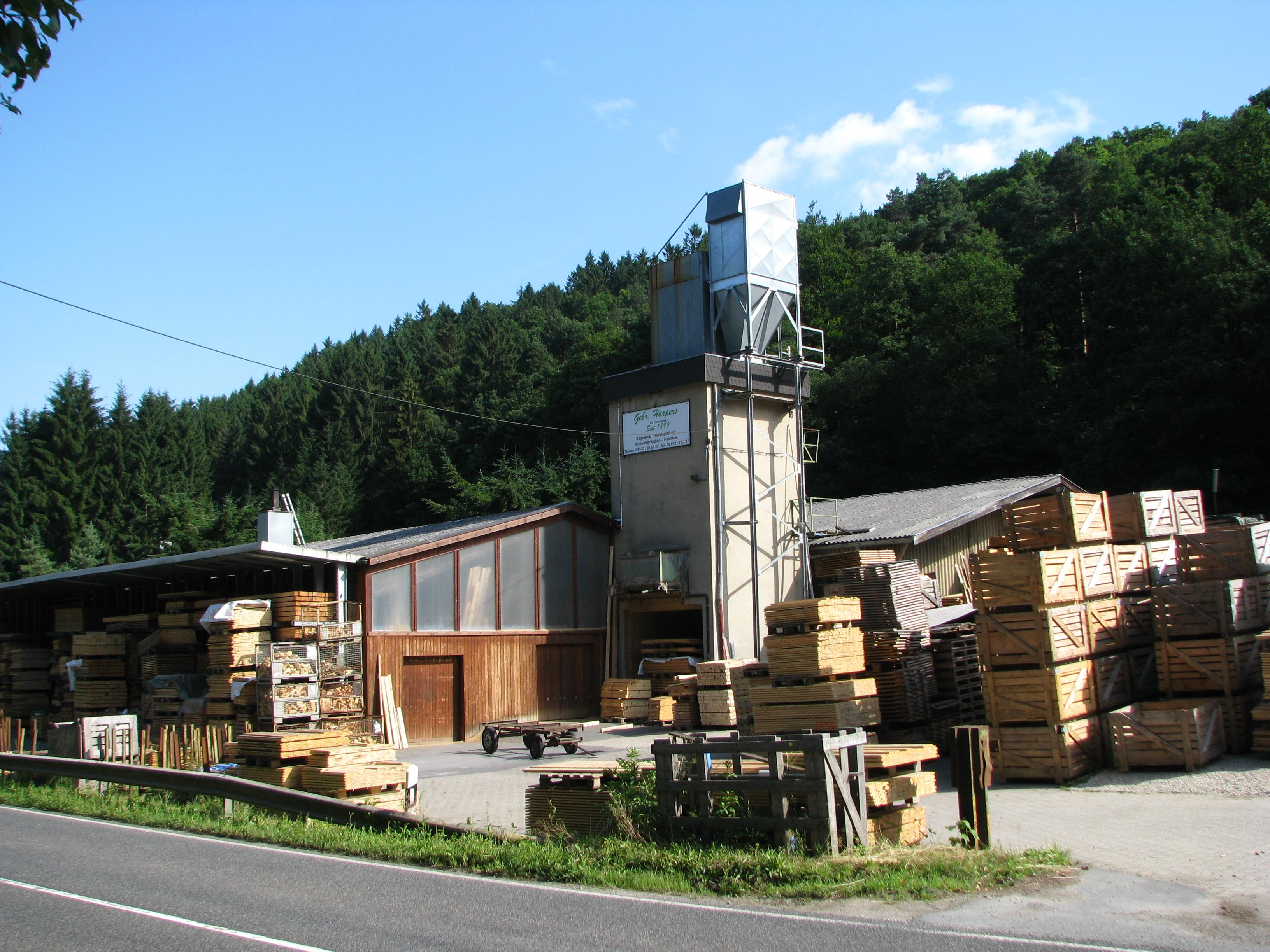
Wirtschaftsfaktor holzverarbeitende Industrie: Sägewerk in Zweifall

Der „Forst Hürtgenwald“ hat eine Gesamtwaldfläche von 300 km² und liegt sowohl auf dem Gebiet des Kreises Düren als auch des Kreises Aachen. Er war identisch mit dem ehemaligen Forstamtsbezirk Hürtgenwald, der sich aus Privat-, Kommunal- und Staatswald zusammensetzte. Der „Staatsforst Hürtgenwald“ ist 110 km² groß. Eigentümer ist das Land Nordrhein-Westfalen, vertreten durch das Regionalforstamt Rureifel-Jülicher Börde des Landesbetrieb Wald und Holz NRW. Der etwa 90 bis 100 km² große Kernbereich des Staatsforsts liegt zwischen Wehebachtalsperre und Dreilägerbachtalsperre. Beide Talsperren sind dem Wasserverband Eifel-Rur angegliedert und versorgen den Raum Aachen mit Trinkwasser.
In den Ortschaften am Westabfall des Hürtgenwalds befinden sich mehrere Sägewerke. Die holzverarbeitende Industrie hat dort ihren angestammten Platz. Standortprägend waren der Holzreichtum des Waldgebiets und die Möglichkeit der Ausnutzung der Wasserkraft am Fuß des Höhenzugs. Die vielen Bäche mit dauerhafter Wasserführung ermöglichten die Ansiedlung von Sägemühlen.

## Tourismus

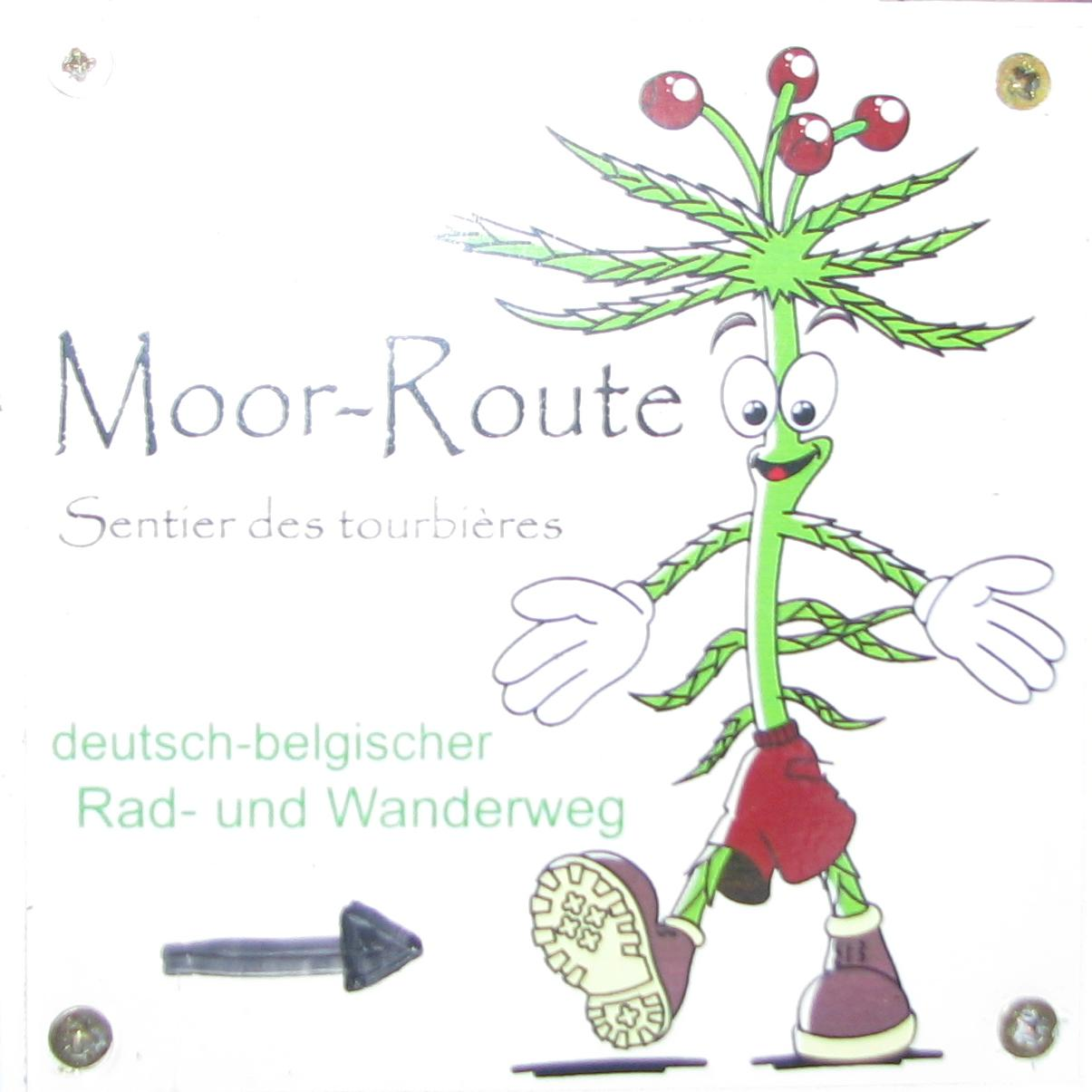
Grenzüberschreitender Themenwanderweg: Toni Torfmoos, das Maskottchen des Weges, führt Wanderer und Radler durch den Naturpark Nordeifel

Der Hürtgenwald gehört zum Naturpark Nordeifel. Eine Sehenswürdigkeit in seinem Nordteil ist die Ruine von Kloster Schwarzenbroich. Vielerorts ergeben sich weite Ausblicke in die Kölner Bucht und in die Zülpicher Börde.
Der Hürtgenwald selbst ist durch zahlreiche Wanderwege erschlossen. Ein von einem eigens dazu gegründeten Verein betreuter Waldlehrpfad erschließt auf mehreren Tafeln Informationen zur Waldgeschichte der Nordeifel. Er ist der älteste Lehrpfad im Naturpark Nordeifel und führt durch das Gieschbach- und das Solchbachtal bei Zweifall. Der Weg ist Teil der „Moor-Route“, des deutsch-belgischen Rad- und Wanderweges durch den grenzüberschreitenden Naturpark. Auf Forststraßen kann auch Rad gefahren werden.

## Verkehrsanbindung
Die Bundesstraßen 264 im Norden und Nordosten, 399 im Osten und Südosten und 258 im Südwesten und Westen führen am Hürtgenwald vorbei. Von diesen Straßen zweigen mehrere durch das Waldgebiet verlaufende Landesstraßen ab.